# Clara Rockmore
Clara Rockmore, née Clara Reisenberg le 9 mars 1911 à Vilnius (Empire russe, aujourd'hui Lituanie) et morte le 10 mai 1998 à New York aux États-Unis, est une violoniste américaine d'origine  lituanienne surtout connue comme l'une des plus grandes virtuoses du thérémine. Sa sœur est la pianiste Nadia Reisenberg.

## Biographie
À l'âge de 5 ans, Clara Rockmore étant déjà un prodige du violon entra au Conservatoire Rimski-Korsakov de Saint-Pétersbourg. Cependant, elle fut obligée d'arrêter à cause de problèmes osseux dus à une malnutrition.
Clara Rockmore possède plusieurs atouts qui lui permirent de jouer du thérémine avec tant de brio. Tout d'abord, sa formation classique qui lui apporta un avantage par rapport aux autres joueurs de thérémine. En effet, ceux-ci manquaient de connaissances musicales de base, y compris l'inventeur de cet instrument : Léon Theremin. Ensuite, son oreille absolue : très utile pour cet instrument qui peut engendrer une continuité de sons à n'importe quelle fréquence, c’est-à-dire les notes habituelles du système tonal harmonique, mais également toutes les notes qui peuvent se trouver entre deux demi-tons conventionnels. Enfin, son contrôle très rapide et très précis de ses mouvements pour cet instrument dont la proximité du corps (des mains) de l'instrumentiste détermine la hauteur et l'intensité (ou nuance) des sons, sans aucun contact physique. Clara Rockmore eut également l'avantage de travailler directement avec Léon Theremin dès les premiers jours du développement commercial de son instrument aux États-Unis. Elle lui soumit un grand nombre de suggestions et de propositions de modifications pour améliorer l'instrument, qu'il incorpora dans les versions plus tardives.
Clara Rockmore fut une virtuose inégalée de cet instrument dès les premières décennies de son utilisation. Contrairement à un grand nombre de musiciens qui utilisèrent cet instrument pour des bruitages effrayants ou des effets spéciaux sonores dans des films fantastiques ou de science-fiction, Clara Rockmore l'utilisa comme un instrument de musique classique. Sous son contrôle, le timbre du thérémine était proche de celui du violon ou de la voix humaine.

## Web
Pour fêter le 105e anniversaire du jour de naissance de Clara Rockmore, Google a créé un doodle spécifique le 9 mars 2016.

## Discographie
- L'Art du Thérémine Delos International, 1987

## Films et vidéos
- Theremin: An Electronic Odyssey, Steven M. Martin, 1995
- Clara Rockmore: The Greatest Theremin Virtuosa, Robert Moog, 1998